# Luke Greenbank
Luke Greenbank (ur. 17 września 1997 w Crewe) – brytyjski pływak specjalizujący się w stylu grzbietowym, wicemistrz olimpijski, mistrz świata i mistrz Europy w sztafecie zmiennej.

## Kariera
W 2017 roku na mistrzostwach świata w Budapeszcie w konkurencji 200 m stylem grzbietowym zajął 13. miejsce z czasem 1:58,50. 
Rok później, reprezentując Anglię na igrzyskach Wspólnoty Narodów w Gold Coast zdobył srebrny medal w sztafecie 4 × 100 m stylem zmiennym. 
W lipcu 2019 roku podczas mistrzostw świata w Gwangju wraz z Adamem Peatym, Jamesem Guyem i Duncanem Scottem zwyciężył w tej samej konkurencji. Brytyjczycy czasem 3:28,10 ustanowili nowy rekord Europy. Greenbank zdobył także brązowy medal na dystansie 200 m stylem grzbietowym (1:55,85). W konkurencji 100 m stylem grzbietowym uplasował się na 14. miejscu z czasem 53,75.
Na mistrzostwach Europy w Budapeszcie w 2021 roku wywalczył złoty medal w sztafecie 4 × 100 m stylem zmiennym, w której Brytyjczycy poprawili rekord mistrzostw (3:28,59). W konkurencji 200 m stylem grzbietowym zdobył srebro z czasem 1:54,62. Na dystansie dwukrotnie krótszym był siódmy (53,34).
Trzy miesiące później podczas igrzysk olimpijskich w Tokio zdobył brązowy medal w konkurencji 200 m stylem grzbietowym, uzyskawszy czas 1:54,72. Na dystansie 100 m grzbietowym zajął 17. miejsce ex aequo z Włochem Simone Sabbioni (53,79).